# Documenta IX

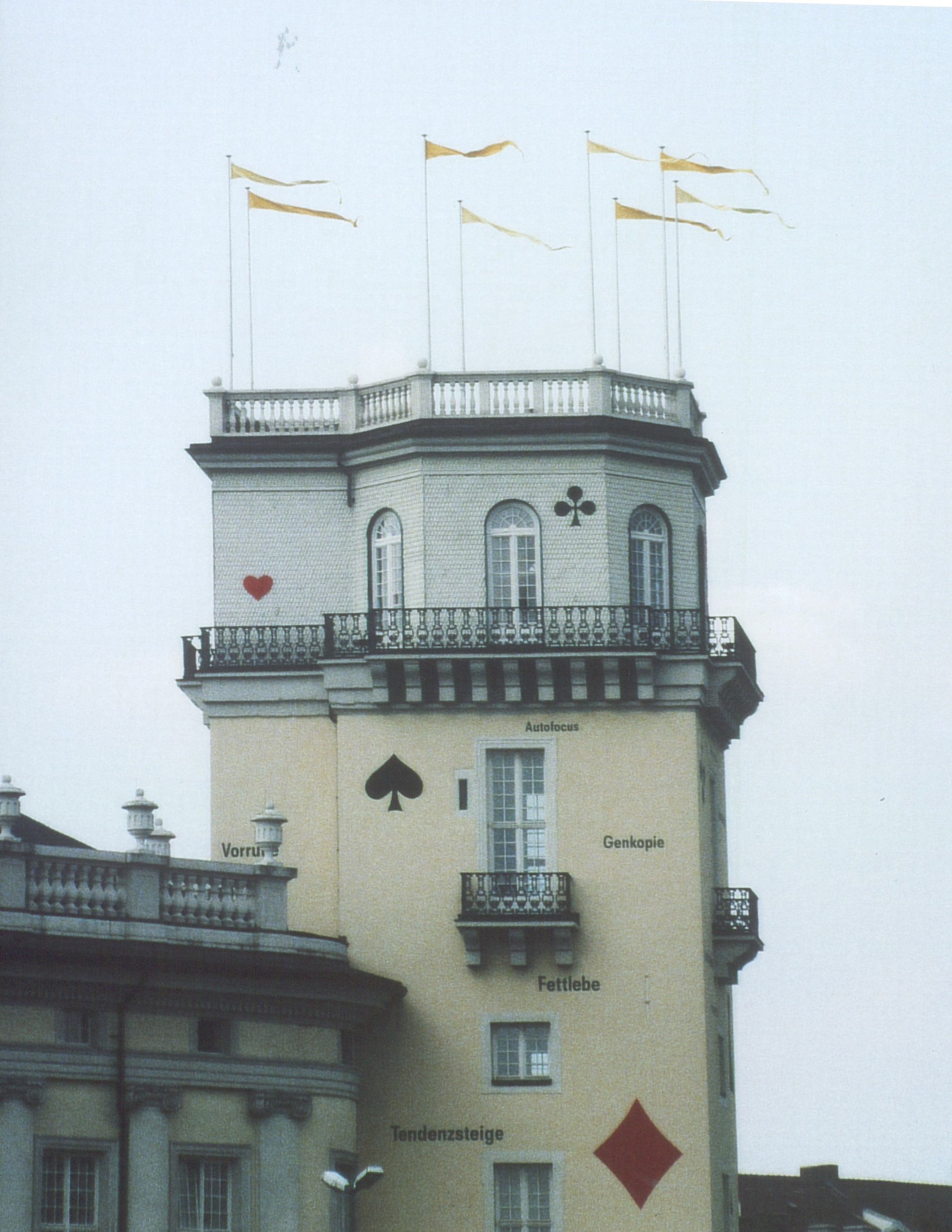
Der Zwehrenturm mit den Symbolen und Bannern (Entenschlaf) di Lothar Baumgarten

La documenta IX fu la grande mostra internazionale di arte contemporanea che ebbe luogo a Kassel tra il 13 giugno e il 20 settembre 1992 sotto la direzione artistica del belga  Jan Hoet con il simbolo del cigno bianco e nero.
Questa edizione ebbe un record di visitatori con un totale di 603.456.

## Luoghi espositivi

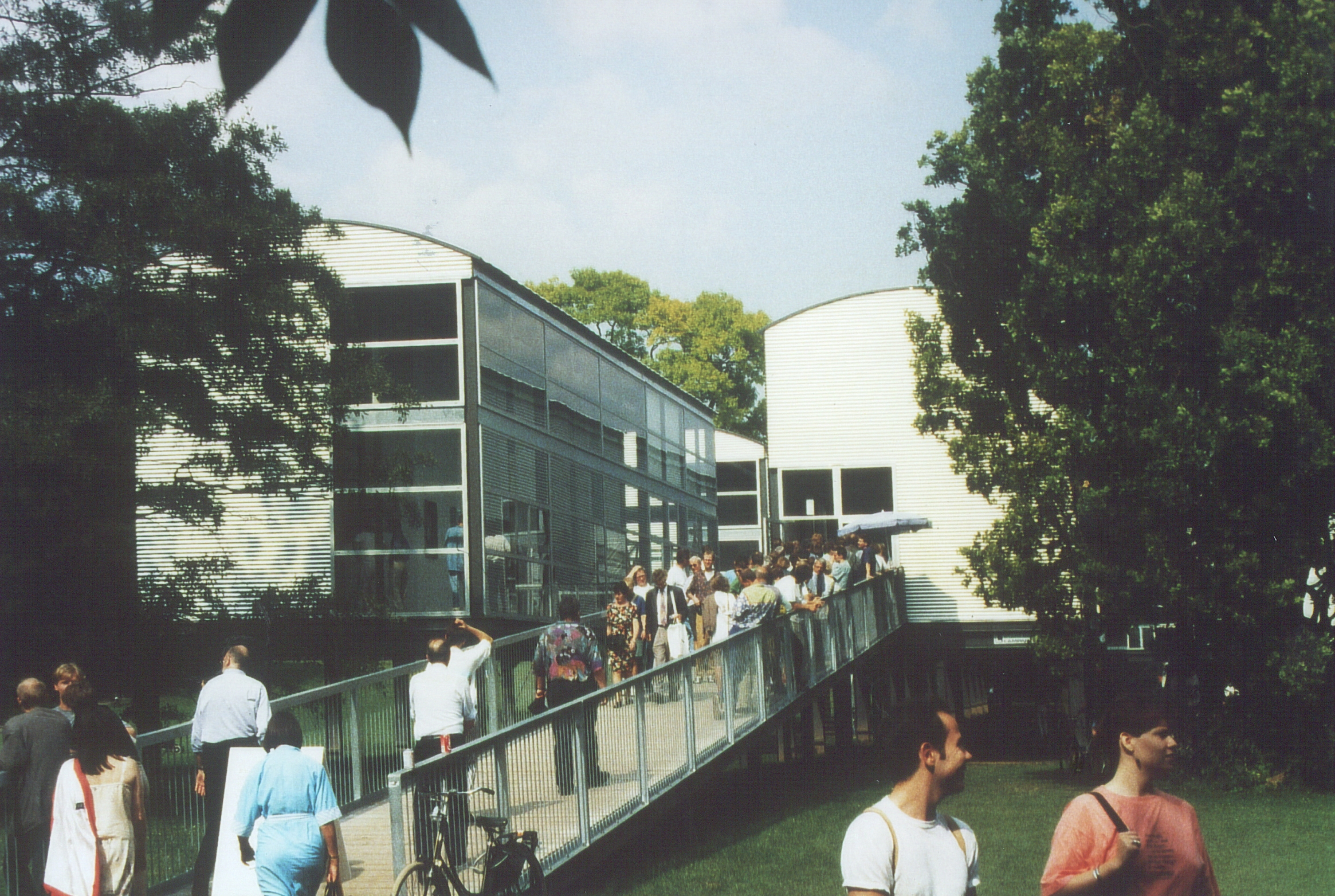
I Aue-Pavillons nei pressi del Karlsaue

I luoghi espositivi furono: Museum Fridericianum, Ottoneum, Friedrichsplatz, documenta-Halle, Orangerie (Karlsaue), Aue-Pavillons costruzione temporanea al Karlsaue, la Neue Galerie, anche il centro fu usato come spazio per le opere.
La documenta IX fu la „documenta dei luoghi“ con sette luoghi espositive.

## Le opere
195 artisti internazionali presero parte a questa edizione. La più popolare fu la scultura alta 25 metri „Man walking to the sky“ di Jonathan Borofsky sulla Friedrichplatz. 

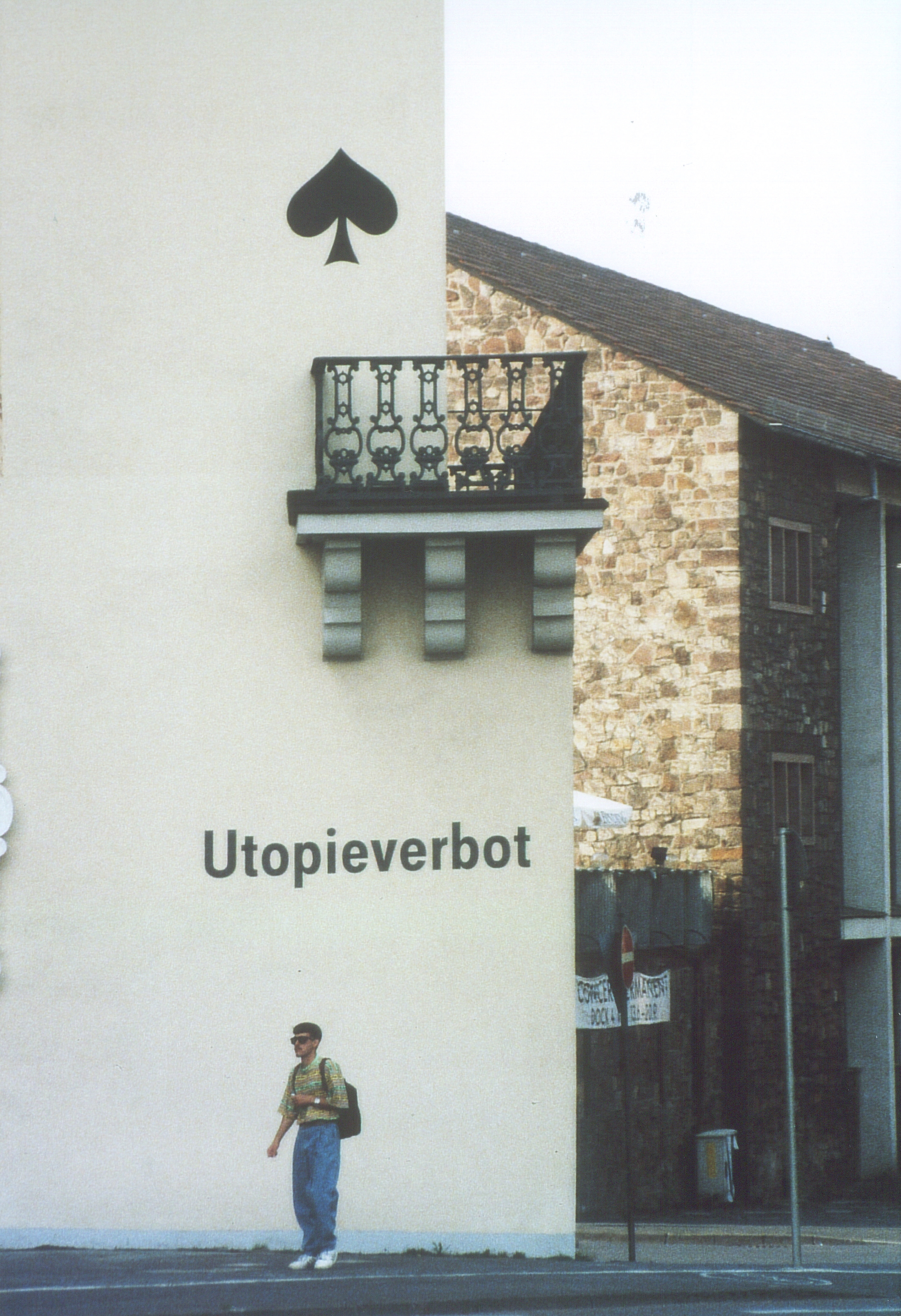
Das “Utopieverbot“ (Entenschlaf) di Lothar Baumgarten al Zwehrenturm

Nella Documenta IX furono esposte oltre 1.000 opere.
Lawrence Carroll

## Artisti partecipanti

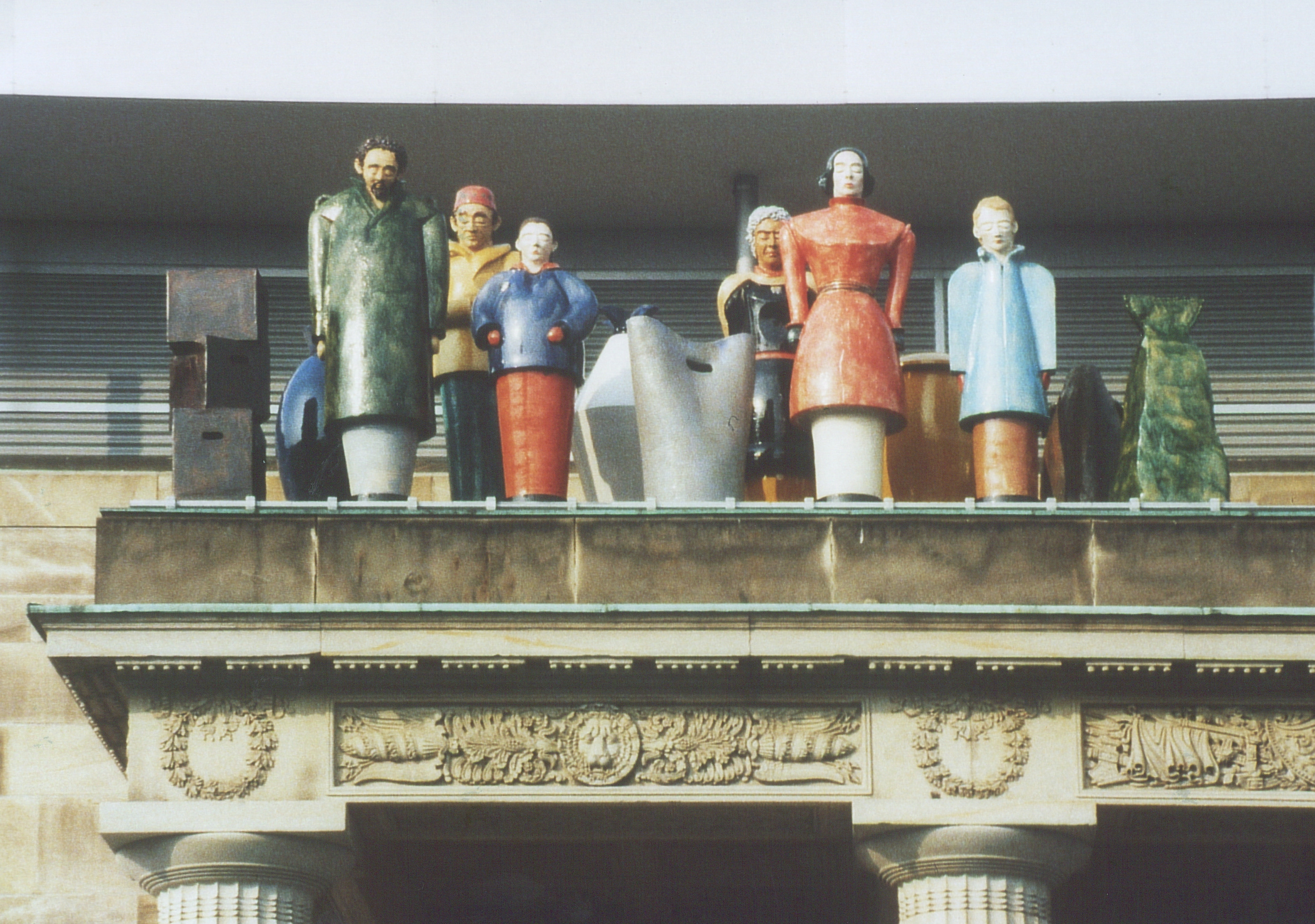
Die „Ankunft“ der „Fremden“ von Thomas Schütte

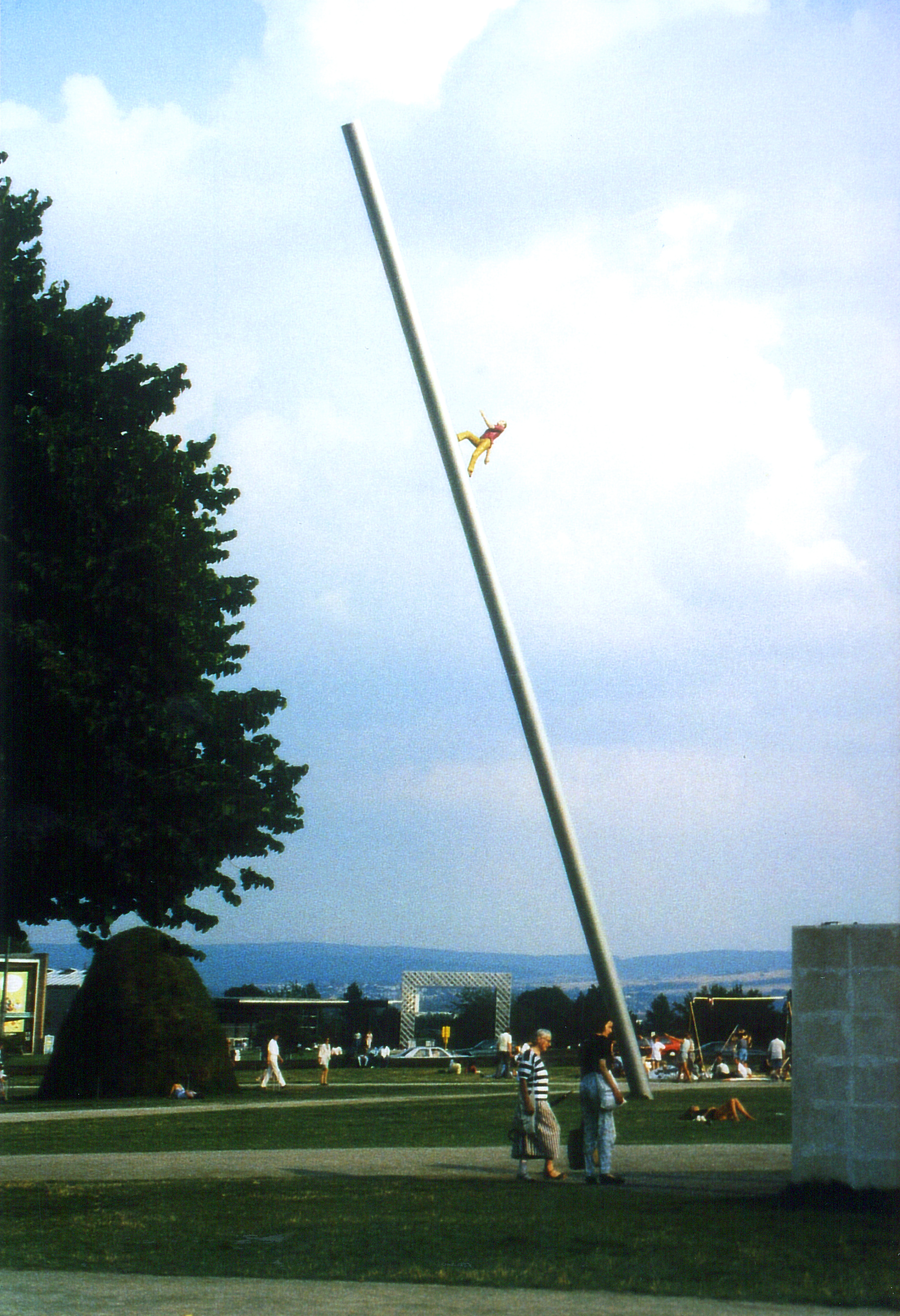
“Man walking to the sky” von Jonathan Borofsky auf dem Friedrichsplatz

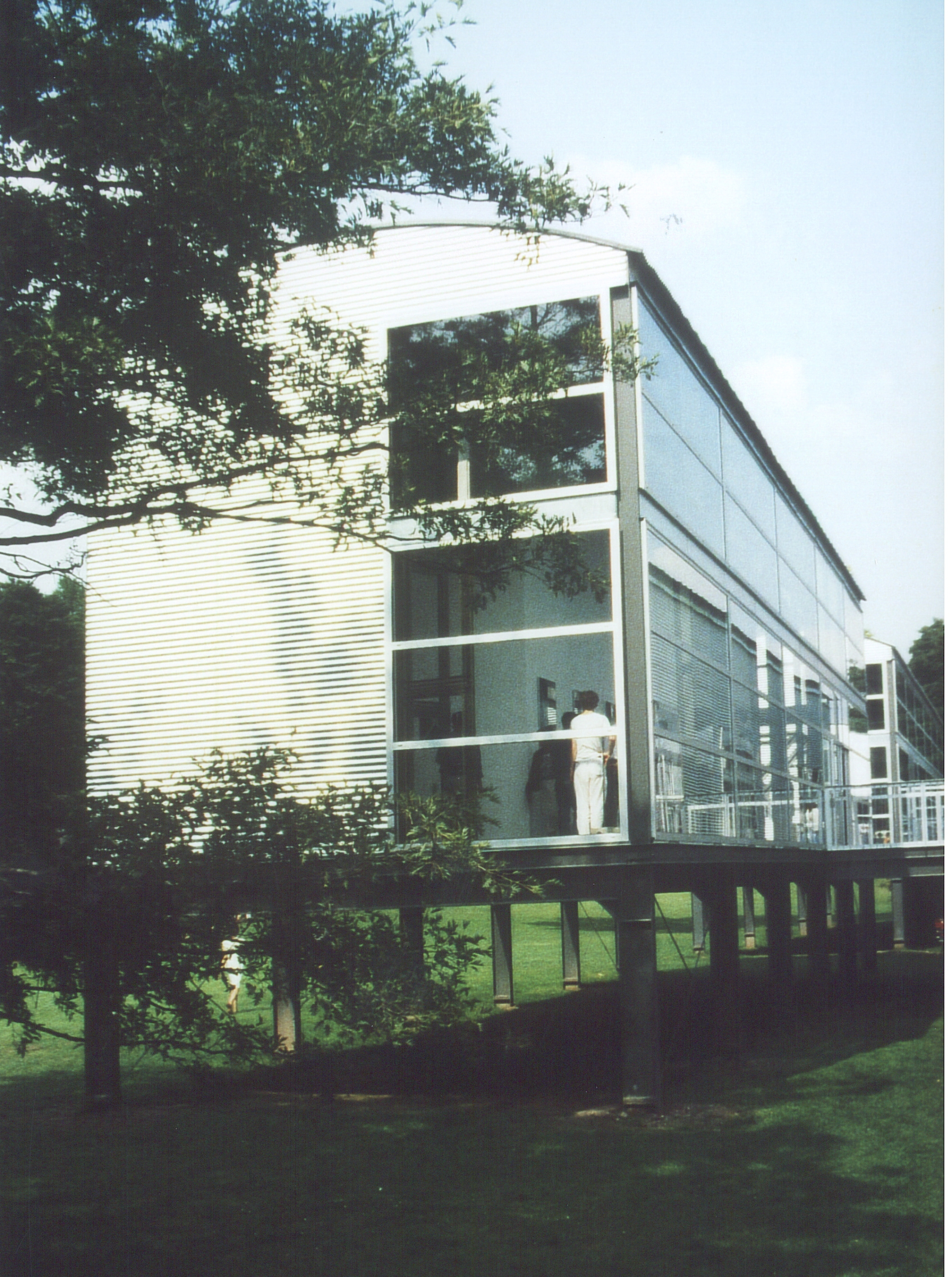
Un „Aue-Pavillon“ al Karlsaue

- A Marina Abramović, Absalon, Richard Artschwager
- B Francis Bacon, Marco Bagnoli, Nicos Baikas, Mirosław Bałka, Matthew Barney, Jerry Barr, Lothar Baumgarten, Jean-Pierre Bertrand, Michael Biberstein, Guillaume Bijl, Dara Birnbaum, Jonathan Borofsky, Louise Bourgeois, Herbert Brandl, Ricardo Brey, Tony Brown, Marie José Burki, Jean-Marc Bustamante, Michael Buthe
- C Pedro Cabrita Reis, Waltercio Caldas, Pier Paolo Calzolari, Ernst Caramelle, Lawrence Carroll, Saint Clair Cemin, Tomasz Ciecierski, Tony Clark, James Coleman, Tony Conrad, Patrick Corillon
- D Damian, Richard Deacon, Thierry De Cordier, Silvie Defraoui & Chérif Defraoui, Raoul De Keyser, Wim Delvoye, Braco Dimitrijević, Eugenio Dittborn, Helmut Dorner, Stan Douglas, Marlene Dumas, Jimmie Durham
- E Mo Edoga
- F Jan Fabre, Luciano Fabro, Belu-Simion Fainaru, Peter Fend, Rose Finn-Kelcey, FLATZ, Fortuyn/O'Brien, Günther Förg, Erik A.Frandsen, Michel François, Vera Frenkel, Katsura Funakoshi
- G Isa Genzken, Gaylen Gerber, Robert Gober, Dan Graham, Rodney Graham, Angela Grauerholz, Michael Gross
- H George Hadjimichalis, David Hammons, Georg Herold, Gary Hill, Peter Hopkins, Rebecca Horn
- J Geoffrey James, Olav Christopher Jenssen, Tim Johnson, Andrej N. Joukov
- K Ilya Kabakov, Anish Kapoor, Kazuo Katase, Tadashi Kawamata, Mike Kelley, Ellsworth Kelley, Bhupen Khakhar, Per Kirkeby, Harald Klingelhöller, Kurt Kocherscheidt, Peter Kogler, Vladimir Kokolia, Joseph Kosuth, Mariusz Kruk, Guillermo Kuitca
- L Suzanne Lafont, Jonathan Lasker, Jac Leirner, Zoe Leonard, Eugène Leroy, Via Lewandowsky, Bernd Lohaus, Ingeborg Lüscher, Attila Richard Lukacs, James Lutes
- M Marcel Maeyer, Brice Marden, Cildo Meireles, Ulrich Meister, Thom Merrick, Gerhard Merz, Mario Merz, Marisa Merz, Meuser, Jürgen Meyer, Liliana Moro, Reinhard Mucha, Matt Mullican, Juan Muñoz
- N Christa Näher, Hidetoshi Nagasawa, Bruce Nauman, Max Neuhaus, Pekka Nevalainen, Nic Nicosia, Moshe Ninio, Jussi Niva, Cady Noland
- O Manuel Ocampo, Jean-Michel Othoniel, Tony Oursler
- P Panamarenko, Giulio Paolini, A. R. Penck, Michelangelo Pistoletto, Hermann Pitz, Stephen Prina, Richard Prince, Martin Puryear
- R Royden Rabinowitch, Rober Racine, Philip Rantzer, Charles Ray, Martial Raysse, readymades belong to everyone, José Resende, Gerhard Richter, Ulf Rollof, Erika Rothenberg, Susan Rothenberg, Ulrich Rückriem, Thomas Ruff, Stephan Runge, Edward Ruscha, Reiner Ruthenbeck
- S Remo Salvadori, Joe Scanlan, Eran Schaerf, Adrian Schiess, Thomas Schütte, Helmut Schweizer, Maria Serebriakova, Mariella Simoni, Susana Solano, Ousmane Sow, Ettore Spalletti, Haim Steinbach, Pat Steir, Wolfgang Strack, Thomas Struth, János Sugár
- T Yuji Takeoka, Robert Therrien, Frederic Matys Thursz, Niele Toroni, Thanassis Totsikas, Addo Lodovico Trinci, Mitja Tušek, Luc Tuymans
- U Micha Ullman, Juan Uslé
- V Van Gogh TV, Bill Viola, Henk Visch
- W James Welling, Franz West, Rachel Whiteread, Christopher Wool
- Y KeunByung Yook
- Z Heimo Zobernig, Gilberto Zorio, Constantin Zvezdochotov

## A Kassel sono rimaste permanenti alcune opere
- „Die Fremden“ (o: „Die Ankunft“) di Thomas Schütte - luogo: Friedrichsplatz,  Roten Palais (Modehaus SinnLeffers)
- „Man Walking to the Sky“ di Jonathan Borofsky - luogo: Kulturbahnhof Kassel.
- „Raumskulptur“ di Per Kirkeby - luogo: Du-Ry-Straße, documenta-Halle
- „This Stone Is From The Mountain / This Stone Is From The Red Palace“ di Jimmie Durham - luogo: Karlsaue, Gustav-Mahler Treppe
- „Three to One“ (installazione sonora) di Max Neuhaus - luogo: AOK-Gebäude , Friedrichsplatz

## Bibliografia

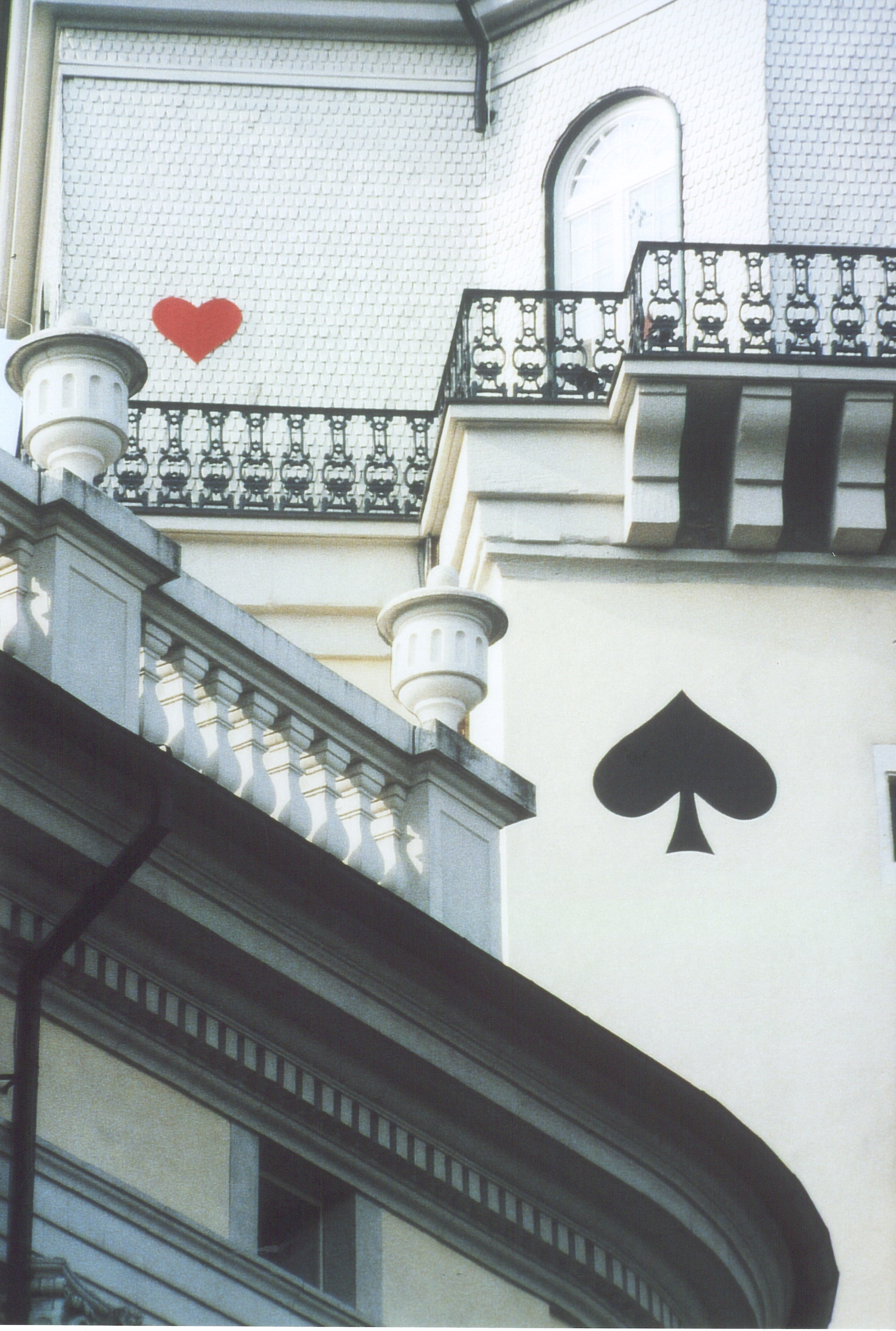
Entenschlaf di Lothar Baumgarten